# Kamel Maouche
Kamel Maouche est un footballeur international algérien né le 17 mai 1977 à Bordj Bou Arreridj. Il évoluait au poste de milieu gauche.

## Biographie
Kamel Maouche évolue principalement avec les clubs du CA Bordj Bou Arreridj, de l'USM Alger, de l'USM Blida, et du MC Alger.
Au total, il dispute plus de 160 matchs en première division algérienne. Son palmarès est constitué d'un titre de champion d'Algérie, et de deux Coupes d'Algérie.
Kamel Maouche reçoit neuf sélections en équipe d'Algérie entre 2001 et 2003, sans inscrire de but.
Il joue son premier match en équipe nationale le 30 juin 2001, contre la Namibie. Ce match gagné 4-0 rentre dans le cadre des éliminatoires du mondial 2002. Il joue son dernier match le 6 juillet 2003, contre le Tchad, lors des éliminatoires de la Coupe d'Afrique des nations 2004 (score : 0-0).

## Statistiques

### Avec l'équipe d'Algérie
Le tableau suivant indique les rencontres de l'équipe d'Algérie dans lesquelles Kamel Maouche a été sélectionné, du 30 juin 2001 jusqu'au 6 juillet 2003.

## Palmarès
- Champion d'Algérie en 2002 avec l'USM Alger
- Vice-champion d'Algérie en 2001 avec l'USM Alger
- Vainqueur de la Coupe d'Algérie en 2001 avec l'USM Alger
- Vainqueur de la Coupe d'Algérie en 2006 avec le MC Alger
- Champion d'Algérie de D2 en 1998 (Groupe Est) avec le CA Bordj Bou Arreridj